# Lac Feather
Pour les articles homonymes, voir Feather.
Le lac Feather (en anglais : Feather Lake) est un lac américain dans le comté de Shasta, en Californie. Il est situé à 1 994 mètres d'altitude au sein de la Lassen Volcanic Wilderness, dans le parc national volcanique de Lassen. Il fait partie des lacs Cluster.